# الرقاب (حبيش)

تعديل مصدري - تعديل

الرقاب محلة تابعة لقرية ذي جبرة، التابعة لعزلة جبل خضراء بمديرية حبيش إحدى مديريات محافظة إب في الجمهورية اليمنية، بلغ تعداد سكانها 24 حسب تعداد اليمن لعام 2004.